# Liste der Außenminister Fidschis
Die Liste der Außenminister Fidschis enthält die Personen, die das Portfolio auswärtige Angelegenheiten seit der Unabhängigkeit Fidschis am 10. Oktober 1970 hielten.
Der Minister für auswärtige Angelegenheiten (allgemein bekannt als der Außenminister) ist ein Kabinettsminister Fidschis verantwortlich für die internationalen Beziehungen und Diplomatie und überwacht das Ministerium für auswärtige Angelegenheiten und internationale Zusammenarbeit. Vor allem, da nach den zwei Militärputschen 1987 die Beziehungen Fidschis zu anderen Ländern stark geschädigt waren und das Ansehen Fidschis international sehr gelitten hatte,  und im Jahr 2000 bzw. 2006 zwei weitere Staatsstreiche hinzukamen, wurde die Position des Außenministers besonders wichtig, insbesondere gegenüber dem Pacific Islands Forum, der Pazifischen Gemeinschaft, der Alliance of Small Island States und den  Vereinten Nationen.
Wie andere Minister wird der Außenminister offiziell vom Präsidenten nach Nominierung durch den  Premierminister ernannt. Er ist sowohl dem Premierminister und dem Parlament von Fidschi verantwortlich. Die Position kann unabhängig in Verbindung mit anderen ministeriellen Verantwortungen gehalten werden.  Von Zeit zu Zeit diente der Ministerpräsident gleichzeitig als Außenminister.
Nach der Verfassung von 2013 muss der Außenminister, wie alle anderen Minister, ein Mitglied des Parlaments sein.
Für die Zeit als britische Kronkolonie vom 10. Oktober 1874 bis zur Unabhängigkeit am 10. Oktober 1970 hatte Fidschi keinen Außenminister, die Außenbeziehungen regelte Großbritannien.

## Außenminister
| #    | Minister | Minister                    | Partei                                      | Amtszeit       |
| ---- | -------- | --------------------------- | ------------------------------------------- | -------------- |
| 1    |          | Ratu Sir Kamisese Mara      | Alliance Party                              | 1970–1982      |
| 2    |          | Mosese Quionibaravi         | Alliance Party                              | 1982–1984      |
| 3    |          | Jonati Mavoa                | Alliance Party                              | 1984–1985      |
| (1)  |          | Ratu Sir Kamisese Mara      | Alliance Party                              | 1985           |
| 4    |          | Semesa Sikivou              | Alliance Party                              | 1985–1986      |
| (1)  |          | Ratu Sir Kamisese Mara      | Alliance Party                              | 1986–1987      |
| 5    |          | Krishna Datt                | Fiji Labour Party                           | 1987           |
| (1)  |          | Ratu Sir Kamisese Mara      | Parteiloser                                 | 1987           |
| 6    |          | Filipe Bole                 | Parteiloser                                 | 1987–1988      |
| (1)  |          | Ratu Sir Kamisese Mara      | Parteiloser                                 | 1988–1992      |
| (6)  |          | Filipe Bole                 | Fijian Political Party                      | 1992–1994      |
| 7    |          | Sitiveni Rabuka             | Fijian Political Party                      | 1994           |
| (6)  |          | Filipe Bole                 | Fijian Political Party                      | 1994–1997      |
| 8    |          | Berenado Vunibobo           | Fijian Political Party                      | 1997–1999      |
| 9    |          | Tupeni Baba                 | Fiji Labour Party                           | 1999–2000      |
| 10   |          | Kaliopate Tavola            | United Fiji Party                           | 2000–2006      |
| —    |          | Isikeli Mataitoga (interim) | Parteiloser                                 | 2006–2007      |
| 11   |          | Ratu Epeli Nailatikau       | Parteiloser                                 | 2007–2008      |
| 12   |          | Commodore Frank Bainimarama | Militär                                     | 2008–2009      |
| 13   |          | Ratu Inoke Kubuabola        | Parteiloser (bis 2014), FijiFirst (ab 2014) | 2009–2016      |
| (12) |          | Frank Bainimarama           | FijiFirst                                   | 2016–2019      |
| 14   |          | Inia Seruiratu              | FijiFirst                                   | 2019–2020      |
| (12) |          | Frank Bainimarama           | FijiFirst                                   | 2020–2022      |
| (7)  |          | Sitiveni Rabuka             | People’s Alliance                           | 2022–amtierend |